# Dichlorfluormethan
Dichlorfluormethan je chlor–fluorovaný uhlovodík se vzorcem CHCl2F. Je odvozen od methanu nahrazením dvou atomů vodíku atomy chloru a jednoho atomu vodíku atomem fluoru. Jedná se o bezbarvý plyn bez zápachu.
Jeho kritická teplota je 178,5 °C a kritický tlak je 517 MPa.

## Použití
Dichlorfluormethan se v minulosti používal jako palivo a chladivo, ovšem jelikož ničí ozónovou vrstvu, tak se již nepoužívá. Jeho potenciál ničení ozónové vrstvy je 0,04; je tedy 25krát slabší než u trichlorfluormethanu. Výroba a spotřeba byly v roce 2004 o 15 % nižší než v roce 1989 a bude ukončena v roce 2015 v souladu s Montrealským protokolem.